# 六氟化铼
六氟化铼，又称氟化铼(VI)，(ReF6) 是铼的一种氟化物。是已知十七种六氟化物之一。

## 制备
六氟化铼可由七氟化铼和多余的铼金属在300 °C ，压力容器里合成。
6 ReF7 + Re -> 7 ReF6

## 性质
六氟化铼在常温下是一种液体。  在 18.5 °C下，它会凝固成黄色固体。  它的沸点是 33.7 °C。
它的固态结构（ −140 °C 下测量）为斜方晶系 ，空间群 Pnma。 它的晶格常数为 a = 9.417 Å， b = 8.570 Å和 c = 4.965 Å。 它的密度是 4.94 g·cm−3。
ReF6 分子是八面体形分子构型的， 对称性是Oh。  它的 Re–F 键长 为 1.823 Å。

## 用处
六氟化铼用于电子工业中，用于沉积铼薄膜。 